# 偏关县
偏关县是中国山西省忻州市所辖的一个县。总面积为1682平方公里，縣人民政府駐新關鎮。

## 行政区划
偏关县下辖6个镇、2个乡：
新关镇、老营镇、万家寨镇、水泉镇、老牛湾镇、尚峪镇、窑头乡和楼沟乡。

## 人口
根據第七次人口普查數據，截至2020年11月1日零時，偏關縣常住人口為73382人。

## 交通
- 209国道、 336国道过境。